# Marijonas Petravičius
Marijonas Petravičius es un exjugador de baloncesto nacido el 24 de octubre de 1979 en Silale, Lituania. Mide 2'09 metros y jugaba habitualmente en la posición de pívot. 

## Carrera
La carrera profesional de Petravicius comenzó en el Mitteldeutscher BC alemán. En el 2006 fichó por el Lietuvos Rytas lituano para sustituir a Robertas Javtokas. En su primer partido de Euroliga con el Lietuvos sumó 29 puntos contra el que más tarde sería su equipo, el Armani Jeans Milano.
En esta etapa el club sufrió de cara a afrontar la Euroliga ya que los tres líderes indiscutibles del equipo (Matt Nielsen, Roberts Stelmahers y Marijonas Petravičius) se lesionaron. Posteriormente Marijonas fue nombrado MVP de la final de la Eurocup en el 2009.
Jugó durante 3 temporadas en el Armani Jeans Milán. En la última temporada en la Lega, promedió 3,9 puntos y 2,1 rebotes, aquejado de lesiones. El lituano se acabó perdiendo la mayor parte del Eurobasket de 2011. Entró en la plantilla final de Kestutis Kemzura pero, tras jugar dos partidos, una microembolia pulmonar le tuvo hospitalizado durante 10 días y le impidió terminar la competición, que Lituania concluyó en quinta posición.
En 2012 el Khimki BC se refuerza con el pívot lituano para reforzarse para afrontar con garantías la Eurocup. Se retiró definitivamente al final de la temporada 2012-13.

## Trayectoria
- South Carolina        1999-2003
- Mitteldeutscher BC    2003-2004
- BC Oostende       2004-2005
- Ventspils             2005-2006
- Lietuvos Rytas   2006-2009
- Olimpia Milano   2009-2012
- Khimki BC 2012-2013